# Lorna Want
Lorna Want (28 giugno 1987) è un'attrice e cantante britannica.
Ha fatto qualche piccola comparsata in alcune serie tv ma quella che l'ha resa famosa è I Dream nella quale interpretava Natalie.

## Carriera
Lorna ha debuttato nel West End all'età di quindici anni per interpretare Giulietta Capuleti in un nuovo musical tratto dalla celebre tragedia shakespeariana. Ha lavorato in numerosi altri musical, sia a Londra che in diversi tour nazionali. A Londra è apparsa nei musical Parade, Footloose, Evita, The Fantasticks, Dreamboats and Petticoats e Beautiful: The Carole King Musical, per cui ha ricevuto una nomination al Laurence Olivier Award alla migliore attrice non protagonista in un musical.
Nel resto del Gran Bretagna ha interpretato Cosette in Les Misérables, Ariel in Footloose, Wendy in Peter Pan, Gabriella in High School Musical - Lo spettacolo, Aurora nella Bella Addormentata nel Bosco, Hope in Anything Goes, Marianna in Robin Hood e Winnie in Annie Get Your Gun.
Recentemente è comparsa nel video clip di Jamie T "If You Got The Money" e ha anche preso parte a un video per atti di musica, come Fergie e Rihanna. È apparsa in un episodio di Casualty il 15 settembre 2007.

## Serie televisive
- Doctors (2000, 2003) - Amy
- Holby City (2004) -  Megan Hughes
- I Dream (2004) - Natalie